# Vadgaon Kasba
Vadgaon Kasba es una ciudad y  municipio situada en el distrito de Kolhapur en el estado de Maharashtra (India). Su población es de 25651 habitantes (2011). 

## Demografía
Según el censo de 2011 la población de Vadgaon Kasba era de 25651 habitantes, de los cuales 13257 eran hombres y 12394 eran mujeres. Vadgaon Kasba tiene una tasa media de alfabetización del 84,55%, superior a la media estatal del 82,34%: la alfabetización masculina es del 89,76%, y la alfabetización femenina del 79,09%.